# Carex
Carex es un género de plantas perteneciente a la familia de las ciperáceas establecido por Carlos Linneo en 1753 y compuesto por unas 1100 especies distribuidas por casi todo el mundo pero con predominancia de las regiones frías y templadas. Es el género de plantas con reproducción anfimíctica (es decir, con intervención sexual) más extenso entre las angiospermas (plantas con flores y frutos). El singular se castellaniza como cárex (femenino) y el plural como cárices.

## Descripción
Son plantas cespitosas o rizomatosas, perennes; con culmos mayormente angulados; plantas monoicas o raramente dioicas. Hojas mayormente lineares, planas, dobladas o acanaladas; vaina cerrada, variadamente ligulada. Flores estaminadas y pistiladas en la misma espiga o en espigas diferentes en la misma planta; espigas frecuentemente abrazadas por una bráctea foliosa, sésiles o variadamente pedunculadas, flósculos individuales abrazados por una sola escama paleácea; perianto ausente; estambres 3; ovario, excepto por el ápice del estilo y el fruto, rodeado laxa o estrechamente por una bráctea modificada en forma de saco, que es el perigonio, este con o sin rostro.

## Taxonomía
El género fue nombrado por Carlos Linneo y publicado en Species Plantarum 2: 972–979, en 1753.
Etimología
Carex: nombre genérico que podría derivar del griego kairo, que significa "lastimar", relacionado con las hojas cortantes que poseen estas plantas. Ya usado por Virgilio (3, 231).